# Саксония (герцогство)
Герцогство Саксония (нем. Herzogtum Sachsen) — название территориально-государственных образований, входивших в состав Священной Римской Империи:
1. До 1180 года — племенное герцогство (нем. Stammesherzogtum Sachsen) между нижними течениями реки Рейн и Эльба (занимавшее приблизительно территорию современной земли Германии Нижняя Саксония).
2. Аллодиальные владения феодалов, носивших с 1180 года титул герцогов Саксонских (на территориях, относящихся к исторической области Верхняя Саксония).
Возникновение саксонской государственности относится к VII веку. В ходе затяжных и кровопролитных войн земли саксов были покорены Карлом Великим, став частью империи франков. Саксония считалась одним из наиболее значимых племенных герцогств Восточно-Франкского королевства (Германии).
В 1180 году император Фридрих I Барбаросса за неповиновение императорской власти лишил могущественного саксонского герцога Генриха Льва титула и владений. Эта дата традиционно считается концом эпохи племенных герцогств. Большинство вассалов саксонского герцога перешли в непосредственное подчинение императору. Титул герцога Саксонии кардинальным образом поменял своё значение, утеряв большинство своих властных прав. В итоге титул получил Бернхард, граф Ангальта из дома Асканиев, владевший землями по правому берегу Нижней и Средней Эльбы. При его преемниках около 1272 года герцогство разделилось на два герцогства: Саксен-Виттенберг и Саксен-Лауэнбург.
Наиболее важным из них было герцогство Саксен-Виттенберг, которое после Золотой буллы Карла IV 1356 года было преобразовано в курфюршество Саксония. Западная Саксония (Вестфалия) была присоединена к архиепископству Кёльнскому. Потомки Генриха Льва сохранили только области Брауншвейга и Люнебурга (будущее герцогство Брауншвейг-Люнебург).
Все последующие обладатели титула «курфюрст Саксонии» также сохраняли младший титул «герцог Саксонии» до 1485 года. В 1485 году произошёл Лейпцигский раздел, в результате которого появилось отдельное герцогство Саксония (территориально далёкое от старинного герцогства Саксонии), независимое от курфюршества Саксонии. В 1547 году они объединились в одно курфюршество Саксонию.